# Nobuyuki Kato
Nobuyuki Kato (加藤 信幸, Kato Nobuyuki, 2 januari 1920 – ?) was een Japans voetballer die als middenvelder speelde.

## Japans voetbalelftal
Nobuyuki Kato maakte op 9 maart 1951 zijn debuut in het Japans voetbalelftal tijdens een Aziatische Spelen 1951 tegen Afghanistan. Nobuyuki Kato debuteerde in 1951 in het Japans nationaal elftal en speelde 1 interland.

## Statistieken
| Japans voetbalelftal | Japans voetbalelftal | Japans voetbalelftal |
| Jaar                 | Wed.                 | Dlp.                 |
| -------------------- | -------------------- | -------------------- |
| 1951                 | 1                    | 0                    |
| Totaal               | 1                    | 0                    |